# Olle Davide
Hans-Olov Michael "Olle" Davide, född 18 juli 1930 i Adolf Fredriks församling i Stockholm, död 27 juli 2019, var en svensk skådespelare.

## Filmografi
- 1954 – En karl i köket
- 1955 – Vildfåglar
- 1956 – Sista paret ut
- 1956 – På heder och skoj